# La Vallesa
La Vallesa és un bosc mediterrani situat a l'extrem est del terme de l'Eliana, el nord-est del de Riba-roja de Túria i l'oest del de Paterna, a la frontera del Camp de Túria amb l'Horta. La majoria se situa al terme de Paterna, mentre que la part més meridional rep el nom de la Canyada de Mandor. Ha sigut inclosa al Parc Natural del Túria. És un dels pocs indrets del país on es pot trobar l'Anthyllis lagascana.
Es pot considerar un bosc urbà, delimitat al sud pel riu Túria, a l'oest per l'Eliana, a l'est per la Canyada (terme de Paterna) i al nord per la urbanització dels Tossals de Sant Antoni de Benaixeve. Es troba creuat de l'est a l'oest per la línia 2 de metro, que va de Torrent, València fins a Llíria i hi té un baixador, anomenat Vallesa, que dona servici a la urbanització homònima, la qual depén administrativament de Paterna.
És un bosc de pi blanc i matoll. En general té una orografia plana, amb un lleuger descens des del punt més alt (als Tossals de Sant Antoni i els pujols que rodegen la Canyada) fins al més baix, a la riba nord del riu Túria. S'hi practica tota mena d'esports com ara el ciclisme, carreres de muntanya, motocròs, passejos a cavall, etc. i és un lloc d'esbargiment i temps lliure per a les poblacions veïnes.
El bosc oferix un atractiu turístic i històric, ja que existix una llarga línia de trinxeres de la guerra civil que recorre gran part de la zona. Algunes no es troben en bon estat de conservació, però resulten interessants de visitar. També es destaca el poblat iber de la Lloma de Betxí, que té una vista ininterrompuda d'un gran tram del riu Túria i per tant, és un lloc estratègic.

## Voluntariat
L'any 2006 la Coordinadora en Defensa dels Boscos del Túria i el Fòrum per la Memòria del País Valencià van fer una jornada de neteja amb voluntaris per recuperar el conjunt de trinxeres, túnels i búnquers ubicats al bosc de la Vallesa i l'entorn del riu, fent una neteja d'abocaments i runa. La Coordinadora reclamava a l'Administració una intervenció per a recuperar eixos espais d'alt valor històric, patrimonial i educatiu.